# Cagiva Super City
Le Cagiva Super City sono delle motociclette prodotte dalla Cagiva di tipo supermotard, cioè sono modelli simili alle enduro con pneumatici e impianto frenante per uso su piste stradali.

## Introduzione
Il Supermotard è una disciplina agonistica piuttosto recente e il primo campionato europeo viene disputato nel 1997. Ma commercialmente aveva già suscitato interesse da varie case, Piaggio con la Gilera Nordwest 600 (1991) e la casa di Schiranna nello stesso anno con la serie di Cagiva Supercity 50, 75 e 125. Modelli ideati e disegnati da Miguel Angel Galluzzi, designer oggi famoso per la paternità di Ducati Monster, Ducati SuperSport 2ª serie, Cagiva Raptor e V-Raptor, Navigator, e Husqvarna Centennial.

## Super City 50
Questa moto rappresenta la cilindrata minore della Super City ed è stata prodotta dal 1991 al 1995, in due serie uguali, ma con il cambio diverso, infatti la prima serie (dal 1991 al 1992) ha il cambio a tre marce, per via d'una legge che limitava tutti i ciclomotori a quel numero massimo di rapporti. Dopo che la legge stessa venne abrogata a fine '92, Cagiva diede inizio alla seconda serie (dal 1993 al 1995)con il cambio a sei marce che consentiva di utilizzare meglio tutti i regimi di rotazione del motore.
Questa moto aveva le ruote in lega a tre razze, con la sospensione posteriore a leveraggi, (soluzione piuttosto comune in quegli anni) il parafango anteriore era del tipo basso come nelle moto da strada, differenziasi in questo particolare dalle supermotard che la seguiranno. Le forcelle rovesciate erano munite di parasteli, molto lavorati e dello stesso colore degli steli stessi, tanto da non essere facilmente visibili a colpo d'occhio.

## Super City 75
Questa moto rappresenta la cilindrata intermedia del Super City, ha avuto vita breve (dal 1993 al 1995) ed era esteticamente praticamente identica alla Cagiva Super City 50 seconda serie (a sei marce), con la differenza del motore e del pacco lamellare a doppio petalo, invece che singolo. Questo motore, per poter funzionare senza alcun problema con il radiatore del modello 50, aveva un cilindro munito di qualche alettatura, infatti sfruttava sia il raffreddamento a liquido che quello ad aria. Le alettature non erano molto evidenti, anche perché il raffreddamento supplementare del motore non doveva essere molto, ed erano relativamente corte e limitate ai lati del cilindro.

## Super City 125
Questa moto era la versione di cilindrata maggiore del Super City, è stata prodotta dal 1991 al 2001 ed era caratterizzata da componenti decisamente migliori rispetto alle versioni di cilindrata minore.
Questa moto monta il blocco motore della Mito, senza alcuna modifica di fatto, subendo le stesse modifiche della Mito nel corso degli anni, solo l'espansione era diversa e non poteva essere altrimenti dato la tipologia di moto, solo che quest'espansione era particolare, infatti alla fine (spillo) questa si divideva in due, in modo da avere due silenziatori, una cosa molto particolare, adottata in precedenza dalla Freccia C9.
Il Gruppo termico del Super City utilizzava gli stessi cilindri della Mito, cambiandoli come cambiavano i cilindri del modello sportivo Mito (nel '91 adotta il motore del modello Eddie Lawson), mentre per quanto riguarda il pistone ha sempre utilizzato il pistone bombato bifascia codice 8A0054888.
Altri aspetti curiosi della moto sono il supporto della pinza freno anteriore, molto lavorato e che agganciava anche un piccolo convogliatore dell'aria che indirizzava il flusso alla pastiglia freno. Le ruote erano le tipiche tre razze dei primi modelli di Mito, mentre la linea delle carene e del cupolino, come nei modelli di cilindrata minore, ricordavano da lontano quelle della Cagiva Elefant bifaro.
Questa moto per via del suo legame con la Mito, con il suo blocco motore ha cambiato nome nel corso degli anni, in seguito al diverso cambio adottato dalla Mito, i modelli prodotti dal 1991 al 1996 sono chiamati semplicemente Super City, invece i modelli prodotti dal 1997 al 2001 si chiamano Super City Ev, per via del cambio a sei marce adottato dalla Mito ev e di conseguenza anche su questa moto, un altro cambiamento importante è stato il carburatore, passato da Dell'Orto VHSB 34 ES a Dell'Orto PHBH 28.